# ايه ام جنرال
ايه ام جنرال (بالإنجليزية: AM General)‏ هي شركة أمريكية مصنعة للمركبات الثقيلة مقرها في ساوث بيند بولاية انديانا. معروف بانها تصنع سيارات الهمر والهامفي.

## وصلات خارجية
- الموقع الإلكتروني